# Picnic a Hanging Rock (romanzo)
Picnic a Hanging Rock ( titolo orig. Picnic at Hanging Rock) è un romanzo di narrativa storica della scrittrice australiana Joan Lindsay, pubblicato nel 1967. Ambientato nel 1900, è incentrato su un gruppo di studentesse australiane di una scuola che svaniscono a Hanging Rock durante un picnic il giorno di San Valentino: gli effetti di tali sparizioni si ripercuoteranno sulla scuola e la locale comunità. Considerato uno dei più grandi romanzi del Paese australe, nel 2022, in occasione delle celebrazioni del Giubileo di platino della Regina Elisabetta II, fu incluso in una lista di 70 libri, la "Big Jubelee Read", scritti da autori del Commonwealth.
Dal libro nel 1975 fu tratto l'omonimo film per la regia di Peter Weir, considerato esempio importante del nascente cinema australiano.

## Storia editoriale
La Lindsay scrisse il suo romanzo in quattro settimane nella sua abitazione di Mulberry Hill, a Baxter nella penisola di Mornington nella regione sud-orientale australiana.
La prima edizione originale fu della casa editrice Cheshire Publishing, mentre nel 1970 uscì l'edizione tascabile per i tipi di Penguin Books.

### Cronaca o finzione?
Sebbene la storia narrata sia frutto della fantasia dell'autrice, l'incipit del libro e un falso articolo di giornale citato nell'epilogo, hanno alimentato la convinzione che si fosse ispirata a fatti veri, tanto da creare un alone di mistero intorno al luogo degli eventi narrati. Tuttavia, mentre Hanging Rock è una reale formazione geologica situata vicino a monte Macedon, la Lindsay ha sempre negato di essersi ispirata a fatti di cronaca.
Dopo l'uscita del romanzo, molte persone in Australia hanno setacciato giornali e riviste in cerca dei fatti originari, senza alcun frutto. All'inizio del primo capitolo, la Lindsay ha inserito questa breve prefazione che riassume lo spirito dell'autrice:
(Joan Lindsay, Picnic a Hanging Rock)

### Il diciottesimo capitolo
L'autrice aveva in realtà scritto il finale con la soluzione del mistero, il cosiddetto XVIII capitolo, ma su richiesta dell'editore, rimaneggiò il romanzo lasciando il mistero senza soluzione. L'autrice affidò al suo agente il compito di pubblicare il finale originale dopo la sua morte; il patto è stato rispettato e il capitolo è stato pubblicato solo dopo la sua morte, nel 1987, in Australia e Gran Bretagna nel libro The Secret of Hanging Rock.
Alcune parti del capitolo XVIII che, come scritto in precedenza, era stato eliminato da Joan Lindsay su richiesta dell'editore, sono richiamate nel capitolo III che, per effetto di queste modifiche, appare contraddittorio in alcuni punti. La soluzione è perfettamente in linea con le intenzioni dell'autrice e con il suo stile e può essere letta, come il resto del libro, su molti piani diversi.

## Trama
(Joan Lindsay, Picnic a Hanging Rock)
Il 14 febbraio 1900, giorno di San Valentino, un gruppo di ragazze dell'aristocratico e vittoriano collegio Appleyard, a una cinquantina di chilometri da Melbourne in Australia, compiono una gita picnic ai piedi dell'immenso gruppo roccioso della Hanging Rock. Nel pomeriggio tre di esse, le più anziane tra le allieve, Miranda, Irma e Marion si allontanano verso il gruppo roccioso, seguite dalla più giovane Edith che però ritornerà indietro precipitosamente. Le tre ragazze sono scomparse senza lasciare traccia e si scopre che anche la professoressa di matematica, Greta McCraw, si è allontanata dall'area del picnic scomparendo nel nulla. A nulla valgono le lunghe ricerche; la giovane Edith è incapace di dare spiegazioni, poiché priva di memoria sull'accaduto.
La polizia compie intense ricerche sulla roccia senza trovare alcun indizio delle scomparse, senza alcun risultato. Il giovane Mike Fitzhubert, che il giorno della sparizione aveva incrociato le ragazze mentre salivano verso la roccia, è rimasto colpito dalla bellezza della più grande di esse, Miranda, e decide di tornare giorni dopo sul luogo della scomparsa, per continuare le ricerche. Il ragazzo viene ritrovato la mattina dopo dall'amico e domestico, Albert, ferito e svenuto. Grazie ad alcuni appunti lasciati, dal ragazzo, prima di svenire, Albert trova la giovane Irma poco lontano, anch'ella svenuta, priva delle scarpe, con i piedi stranamente puliti, illesa ma priva di memoria.
La fama del collegio inizia a precipitare, molte educande vengono ritirate dai parenti e lasciano l'istituto, mentre la direttrice, Mrs Appleyard, cerca di salvare le apparenze in tutti i modi, tenendo anche nascosta la morte per suicidio della tredicenne Sara, soggetta alle angherie della stizzosa e probabilmente violenta donna. Al mistero si aggiunge la morte, avvenuta il giorno dopo il licenziamento, dell'ex istitutrice Dora e del fratello, bruciati nell'incendio dell'albergo dove si erano fermati per la notte.
Il mistero della scomparsa delle ragazze non viene risolto e il commissario Bumpher, avvisato dall'insegnante di francese del collegio, Dianne, della scomparsa di Sara, ritroverà prima il corpo della ragazzina e poi quello della direttrice, suicida anch'ella gettatasi in un dirupo a Hanging Rock.

## Personaggi
Miranda ReidBellissima ragazza, educanda e capoclasse nel collegio Appleyard, scomparsa misteriosamente durante la gita su Hanging Rock insieme a due compagne e a un'insegnante.
Marion QuadeDiciassettenne, di acuta intelligenza, scompare durante la gita a Hanging Rock.
Greta McCrawInsegnante di matematica del collegio, si allontana dal luogo del picnic scomparendo anch'essa.
Irma LeopoldGiovane ereditiera, scomparsa durante la gita e ritrovata miracolosamente viva giorni dopo da Mike Fitzhubert. Non ricorderà mai nulla di quanto accaduto.
Edith HortonSgraziata e stupida educanda, allontanatasi con le scomparse ma precipitosamente ritornata indietro. Non si ricorderà nulla dell'accaduto e la sua stupidità non facilita le ricerche.
Dianne de PoitiersGiovane insegnante di francese, amica di molte alunne e chiamata cordialmente "Mademoiselle".
Mrs Hester AppleyardLa direttrice e proprietaria dell'omonimo collegio. Di indole violenta e intransigente, segretamente alcolista, sopraffatta dagli eventi accaduti, si toglie la vita gettandosi da un dirupo a Hanging Rock.
Honorable Michael "Mike" FitzhubertGiovane nobile inglese in vacanza nei pressi del collegio, sarà lui a ritrovare la giovane Irma, durante le ossessive ricerche della bellissima Miranda, di cui si è innamorato.
Albert CrundallFactotum e stalliere nella villa degli zii di Mike e amico di quest'ultimo.
Sara WaybourneLa più giovane tra le educande, vittima delle angherie della direttrice, viene ritrovata morta suicida.
Ben HusseyCocchiere che spesso lavora per il collegio.
Edward WhiteheadL'anziano giardiniere del collegio Appleyard.
TomLo stalliere irlandese del collegio.
BumpherCommissario incaricato delle indagini.
Dora LumleyInsegnante di portamento e studi biblici, si licenzia mesi dopo la scomparsa delle ragazze, preoccupata che la fama sinistra dell'istituto la potesse screditare. Muore il giorno seguente dopo essersi licenziata, nell'incendio dell'albergo in cui alloggiava con il fratello.
Reg LumleyIl fratello di Dora, morto anch'egli nell'incendio dell'albergo.

## Opere derivate

### Film
Il primo a voler adattare il romanzo sullo schermo fu Tony Ingram, un filmmaker quattordicenne, che chiese il permesso a Joan Lindsay di poter trarre dal suo libro il film The Day of Saint Valentine. Tuttavia, solamente circa dieci minuti di film furono filmati prima che i diritti d'autore per la realizzazione del film fossero acquistati da Peter Weir per il suo famoso lungometraggio, per cui la produzione venne permanentemente accantonata. Il materiale finora realizzato è incluso in alcuni DVD del film di Weir.
Nel 1975 Weir girò il film Picnic ad Hanging Rock, vincitore di importanti premi e pietra miliare della cinematografia australiana. Il film venne proiettato per la prima volta all'Hindley Cinema Complex di Adelaide l'8 agosto 1975.

### Miniserie televisiva
Il 6 settembre 2016, venne annunciato che FremantleMedia e la piattaforma televisiva a pagamento, Foxtel avrebbero prodotto una serie in sei parti, poi trasmessa nel 2018.

### Teatro
- Picnic at Hanging Rock fu adattato dalla drammaturgo Laura Annawyn Shamas nel 1987 e pubblicato dalla Dramatic Publishing Company. Ha avuto molte produzioni negli Stati Uniti, in Canada e in Australia.
- Un balletto basato sulla storia è andato in scena al Rock Eisteddfod Challenge nel 1992.
- Dalla storia Robert Johns ha tratto un musical su musiche di Brian Spence e direttore Bob Tomson. La prima rappresentazione si è tenuta al Chichester's Minerva Theatre nel West Sussex[9].

### Fumetti
- L'albo 124 della serie a fumetti Dylan Dog, Il picco della strega, si ispira chiaramente (come del resto è citato anche in prefazione) al romanzo.[10]
- Nell'Almanacco del Mistero 1996, il mistero di Hanging Rock viene svelato da Martin Mystere.[11]

## Edizioni
- (EN) Joan Lindsay, Picnic at Hanging Rock, 1ª ed., Cheshire Publishing, 1967.
- Joan Lindsay, Picnic a Hanging Rock, traduzione di Maria Vittoria Malvano, Introduzione di Claudio Gorlier, con una nota di Luigi Sampietro, Torino, La Rosa, 1983.
- Joan Lindsay, Picnic a Hanging Rock, traduzione di Maria Vittoria Malvano, Collana Il castello, n. 60, Palermo, Sellerio, 1993, ISBN 978-88-389-0917-7.
- Joan Lindsay, Picnic a Hanging Rock, traduzione di Maria Vittoria Malvano, Roma, edizioni L'Unità, 1997.
- Joan Lindsay, Picnic a Hanging Rock, traduzione di Maria Vittoria Malvano, La memoria, n. 470, Sellerio, 2000, ISBN 88-389-1594-6.
- Picnic a Hanging Rock, traduzione di Maria Vittoria Malvano, Guida alla lettura a cura di Remo Cacciatori, Narrativa per la scuola, n. 13, Palermo, Sellerio, 2004, ISBN 9788838919688.
- Joan Lindsay, Picnic a Hanging Rock, traduzione di Maria Vittoria Malvano, Collana Promemoria, n. 28, Palermo, Sellerio, 2023, ISBN 9788838944208.